# Campeonato Mundial de Patinação de Velocidade no Gelo Sprint
O Campeonato Mundial de Patinação de Velocidade no Gelo Sprint é um dos eventos anuais da patinação de velocidade no gelo organizada pela União Internacional de Patinação (em inglês:  International Skating Union), onde os principais patinadores de velocidade competem pelo título de campeões mundiais.
A primeira edição foi realizada em 1970, sendo disputados anualmente.

## Competição
A disputa do sprint na patinação de velocidade no gelo é feita de forma semelhante ao do allround, porém se soma os tempos de duas corridas de 500 metros e de duas de 1000 metros.

## Edições

### Masculino
| Ano          | Sede             | Medalhistas        | Medalhistas         | Medalhistas          |
| ------------ | ---------------- | ------------------ | ------------------- | -------------------- |
| Ano          | Sede             | Ouro               | Prata               | Bronze               |
| 1970         | West Allis       | Valery Muratov     | Keiichi Suzuki      | Magne Thomassen      |
| 1971         | Inzell           | Erhard Keller      | Ove König           | Ard Schenk           |
| 1972         | Eskilstuna       | Leo Linkovesi      | Valery Muratov      | Ard Schenk           |
| 1973         | Oslo             | Valery Muratov     | Jos Valentijn       | Eppie Bleeker        |
| 1974         | Innsbruck        | Per Bjørang        | Masaki Suzuki       | Eppie Bleeker        |
| 1975         | Gotemburgo       | Aleksandr Safronov | Yevgeny Kulikov     | Valery Muratov       |
| 1976         | Berlim Ocidental | Johan Granath      | Dan Immerfall       | Peter Mueller        |
| 1977         | Alkmaar          | Eric Heiden        | Peter Mueller       | Yevgeny Kulikov      |
| 1978         | Lake Placid      | Eric Heiden        | Frode Rønning       | Johan Granath        |
| 1979         | Inzell           | Eric Heiden        | Gaétan Boucher      | Frode Rønning        |
| 1980         | West Allis       | Eric Heiden        | Gaétan Boucher      | Tom Plant            |
| 1981         | Grenoble         | Frode Rønning      | Sergey Khlebnikov   | Anatoli Medennikov   |
| 1982         | Alkmaar          | Sergey Khlebnikov  | Gaétan Boucher      | Frode Rønning        |
| 1983         | Helsinque        | Akira Kuroiwa      | Pavel Pegov         | Hilbert van der Duim |
| 1984         | Trondheim        | Gaétan Boucher     | Sergey Khlebnikov   | Kai Arne Engelstad   |
| 1985         | Heerenveen       | Igor Zhelezovski   | Gaétan Boucher      | Dan Jansen           |
| 1986         | Karuizawa        | Igor Zhelezovski   | Dan Jansen          | Akira Kuroiwa        |
| 1987         | Sainte Foy       | Akira Kuroiwa      | Nick Thometz        | Yukihiro Mitani      |
| 1988         | West Allis       | Dan Jansen         | Uwe-Jens Mey        | Eric Flaim           |
| 1989         | Heerenveen       | Igor Zhelezovski   | Uwe-Jens Mey        | Andrey Bachvalov     |
| 1990         | Tromsø           | Bae Ki-Tae         | Andrey Bachvalov    | Igor Zhelezovski     |
| 1991         | Inzell           | Igor Zhelezovski   | Uwe-Jens Mey        | Toshiyuki Kuroiwa    |
| 1992         | Oslo             | Igor Zhelezovski   | Dan Jansen          | Toshiyuki Kuroiwa    |
| 1993         | Ikaho            | Igor Zhelezovski   | Yasunori Miyabe     | Hiroyasu Shimizu     |
| 1994         | Calgary          | Dan Jansen         | Sergey Klevchenya   | Junichi Inoue        |
| 1995         | Milwaukee        | Kim Yun-Man        | Hiroyasu Shimizu    | Yasunori Miyabe      |
| 1996         | Heerenveen       | Sergey Klevchenya  | Hiroyasu Shimizu    | Manabu Horii         |
| 1997         | Hamar            | Sergey Klevchenya  | Roger Strøm         | Casey FitzRandolph   |
| 1998         | Berlim           | Jan Bos            | Jeremy Wotherspoon  | Erben Wennemars      |
| 1999         | Calgary          | Jeremy Wotherspoon | Jan Bos             | Hiroyasu Shimizu     |
| 2000         | Seul             | Jeremy Wotherspoon | Mike Ireland        | Hiroyasu Shimizu     |
| 2001         | Inzell           | Mike Ireland       | Hiroyasu Shimizu    | Jeremy Wotherspoon   |
| 2002         | Hamar            | Jeremy Wotherspoon | Casey FitzRandolph  | Mike Ireland         |
| 2003         | Calgary          | Jeremy Wotherspoon | Gerard van Velde    | Erben Wennemars      |
| 2004         | Nagano           | Erben Wennemars    | Jeremy Wotherspoon  | Mike Ireland         |
| 2005         | Salt Lake City   | Erben Wennemars    | Jeremy Wotherspoon  | Joey Cheek           |
| 2006         | Heerenveen       | Joey Cheek         | Dmitry Dorofeyev    | Jan Bos              |
| 2007         | Hamar            | Lee Kyou-Hyuk      | Pekka Koskela       | Shani Davis          |
| 2008         | Heerenveen       | Lee Kyou-Hyuk      | Jeremy Wotherspoon  | Moon Jun             |
| 2009         | Moscou           | Shani Davis        | Keiichiro Nagashima | Simon Kuipers        |
| 2010         | Obihiro          | Lee Kyou-Hyuk      | Lee Kang-Seok       | Keiichiro Nagashima  |
| 2011         | Heerenveen       | Lee Kyou-Hyuk      | Mo Tae-Bum          | Shani Davis          |
| 2012         | Calgary          | Stefan Groothuis   | Lee Kyou-Hyuk       | Mo Tae-Bum           |
| 2013         | Salt Lake City   | Michel Mulder      | Pekka Koskela       | Hein Otterspeer      |
| Referências: |                  |                    |                     |                      |

### Feminino
| Ano          | Sede             | Medalhistas               | Medalhistas                     | Medalhistas                 |
| ------------ | ---------------- | ------------------------- | ------------------------------- | --------------------------- |
| Ano          | Sede             | Ouro                      | Prata                           | Bronze                      |
| 1970         | WWest Allis      | Lyudmila Titova           | Nina Statkevich                 | Atje Keulen-Deelstra        |
| 1971         | Inzell           | Ruth Schleiermacher       | Anne Henning                    | Dianne Holum                |
| 1972         | Eskilstuna       | Monika Pflug              | Dianne Holum                    | Lyudmila Titova             |
| 1973         | Oslo             | Sheila Young              | Atje Keulen-Deelstra            | Monika Pflug                |
| 1974         | Innsbruck        | Leah Poulos               | Atje Keulen-Deelstra            | Monika Pflug                |
| 1975         | Gotemburgo       | Sheila Young              | Heike Lange                     | Cathy Priestner             |
| 1976         | Berlim Ocidental | Sheila Young              | Leah Poulos                     | Sylvia Burka                |
| 1977         | Alkmaar          | Sylvia Burka              | Leah Poulos                     | Haitske Pijlman             |
| 1978         | Lake Placid      | Lyubov Sadchikova         | Beth Heiden                     | Erwina Ryś-Ferens           |
| 1979         | Inzell           | Leah Poulos-Mueller       | Beth Heiden                     | Christa Rothenburger        |
| 1980         | West Allis       | Karin Enke                | Leah Poulos-Mueller             | Beth Heiden                 |
| 1981         | Grenoble         | Karin Enke                | Tatyana Tarasova                | Natalya Petrusyova          |
| 1982         | Alkmaar          | Natalya Petrusyova        | Karin Busch                     | Monika Pflug                |
| 1983         | Helsinki         | Karin Enke                | Natalya Petrusyova              | Christa Rothenburger        |
| 1984         | Trondheim        | Karin Enke                | Valentina Lalenkova-Golovenkina | Natalya Glebova             |
| 1985         | Heerenveen       | Christa Rothenburger      | Angela Stahnke                  | Erwina Ryś-Ferens           |
| 1986         | Karuizawa        | Karin Kania               | Christa Rothenburger            | Bonnie Blair                |
| 1987         | Sainte Foy       | Karin Kania               | Bonnie Blair                    | Christa Rothenburger        |
| 1988         | West Allis       | Christa Rothenburger      | Karin Kania                     | Bonnie Blair                |
| 1989         | Heerenveen       | Bonnie Blair              | Christa Luding-Rothenburger     | Seiko Hashimoto             |
| 1990         | Tromsø           | Angela Hauck-Stahnke      | Bonnie Blair                    | Christine Aaftink           |
| 1991         | Inzell           | Monique Garbrecht         | Ye Qiaobo                       | Christine Aaftink           |
| 1992         | Oslo             | Ye Qiaobo                 | Bonnie Blair                    | Christa Luding-Rothenburger |
| 1993         | Ikaho            | Ye Qiaobo                 | Bonnie Blair                    | Oksana Ravilova             |
| 1994         | Calgary          | Bonnie Blair              | Angela Hauck-Stahnke            | Xue Ruihong                 |
| 1995         | Milwaukee        | Bonnie Blair              | Oksana Ravilova                 | Franziska Schenk            |
| 1996         | Heerenveen       | Chris Witty               | Edel Therese Høiseth            | Franziska Schenk            |
| 1997         | Hamar            | Franziska Schenk          | Xue Ruihong                     | Chris Witty                 |
| 1998         | Berlim           | Catriona LeMay Doan       | Sabine Völker                   | Chris Witty                 |
| 1999         | Calgary          | Monique Garbrecht         | Catriona LeMay Doan\|           | Sabine Völker               |
| 2000         | Seul             | Monique Garbrecht         | Chris Witty                     | Marianne Timmer             |
| 2001         | Inzell           | Monique Enfeldt-Garbrecht | Eriko Sanmiya                   | Catriona LeMay Doan         |
| 2002         | Hamar            | Catriona LeMay Doan       | Andrea Nuyt                     | Anzhelika Kotyuga           |
| 2003         | Calgary          | Monique Enfeldt-Garbrecht | Cindy Klassen                   | Shihomi Shinya              |
| 2004         | Nagano           | Marianne Timmer           | Anni Friesinger                 | Jennifer Rodriguez          |
| 2005         | Salt Lake City   | Jennifer Rodriguez        | Anzhelika Kotyuga               | Sabine Völker               |
| 2006         | Heerenveen       | Svetlana Zhurova          | Manli Wang                      | Chiara Simionato            |
| 2007         | Hamar            | Anni Friesinger           | Ireen Wüst                      | Cindy Klassen               |
| 2008         | Heerenveen       | Jenny Wolf                | Anni Friesinger                 | Annette Gerritsen           |
| 2009         | Moscow           | Wang Beixing              | Jenny Wolf                      | Yu Jing                     |
| 2010         | Obihiro          | Lee Sang-Hwa              | Sayuri Yoshii                   | Jenny Wolf                  |
| 2011         | Heerenveen       | Christine Nesbitt         | Annette Gerritsen               | Margot Boer                 |
| 2012         | Calgary          | Yu Jing                   | Christine Nesbitt               | Zhang Hong                  |
| 2013         | Salt Lake City   | Heather Richardson        | Yu Jing                         | Lee Sang-hwa                |
| Referências: |                  |                           |                                 |                             |